# Distretto municipale di Bekwai
Il distretto municipale di Bekwai (ufficialmente Bekwai Municipal Assembly, in inglese) è un distretto della regione di Ashanti del Ghana.

## Storia
Fu creato in origine come un distretto ordinario nel 1988, conosciuto come Distretto di Amansie Est, che a sua volta fu creato dal precedente Distretto di Amansie. In seguito, la parte occidentale del distretto fu separata con un decreto del presidente John Agyekum Kufuor il 12 novembre 2003 (con effetto dal 18 febbraio 2004) per formare il Distretto di Amansie Centrale; la parte rimanente mantenne il nome Distretto di Amansie Est. In seguito la parte orientale del distretto fu separata per costituire il Distretto di Bosome Freho il 29 febbraio 2008, mentre la parte restante del distretto fu elevata ad assemblea municipale, e divenne conosciuto come Distretto Municipale di Bekwai. La municipalità si trova nella parte meridionale della regione di Ashanti, ed il suo capoluogo è Bekwai.